# Ratkovo (Odžaci)
Ratkovo (serbocroata cirílico: Ратково) es un pueblo de Serbia perteneciente al municipio de Odžaci en el distrito de Bačka del Oeste de la provincia autónoma de Voivodina.
En 2011 tenía 3411 habitantes. Casi todos los habitantes son étnicamente serbios.
Se conoce su existencia desde 1543. Durante la ocupación otomana fue una localidad mayoritariamente serbia, pero a partir de 1781 el Imperio Habsburgo asentó también aquí a alemanes. Originalmente se llamaba "Parabuć" (serbocroata cirílico: Парабућ; alemán: Parabutsch), pero en 1948 adoptó su actual topónimo en referencia a un militar yugoslavo que había muerto en combate en la Segunda Guerra Mundial.
Se ubica unos 5 km al sureste de la capital municipal Odžaci, sobre la carretera 111 que lleva a Novi Sad.